# 卡梅罗塔
卡梅罗塔（義大利語：Camerota），是意大利萨莱诺省的一个市镇。总面积70.18平方公里，人口7290人，人口密度103.9人/平方公里（2009年）。ISTAT代码为065021。